# Drahoňův Újezd
Drahoňův Újezd là một làng thuộc huyện Rokycany, vùng Plzeňský, Cộng hòa Séc.